# Robert Sale

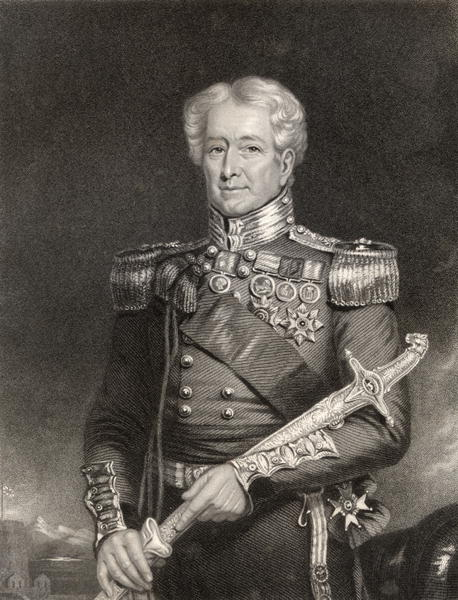
Robert Sale.

Robert Henry Sale, född den 19 september 1782, död den 21 december 1845, var en brittisk general. 
Sale kom 1798 som löjtnant till Indien och utmärkte sig som regementschef under första Burmakriget 1824-1826. År 1838 sändes han med en brigad mot Kandahar, som han besatte (april 1834), varefter han med storm intog Ghazni och fortsatte framryckningen till Kabul, där Shah Shuja under de brittiska vapnens skydd utropades till Afghanistans härskare. Sale erhöll därefter knightvärdighet och generalmajors rang. När afghanerna 1841 reste sig, fick Sale order att med sin brigad återställa förbindelsen mellan Kabul och Peshawar. Han besatte (12 november samma år) efter hårda strider Jalalabad och utstod där en långvarig belägring till april 1842, då han lyckades skingra de belägrande afghanerna och förena sig med en till hans undsättning utsänd armé under general Pollock. De framträngde därefter gemensamt till Kabul, som ånyo besattes (september samma år). Sale utsågs vid första sikhkrigets utbrott 1845 till generalkvartermästare under general Gough, men blev redan i första krigsveckan sårad till döds i slaget vid Mudki (18 december).